# Bolbocerosoma
Bolbocerosoma es un género de escarabajos  de la familia Geotrupidae. Se distribuye en Estados Unidos. Contiene las siguientes especies:
- Bolbocerosoma biplagiatum Dawson & McColloch, 1924
- Bolbocerosoma bruneri Dawson & McColloch, 1924
- Bolbocerosoma cartwrighti Howden, 1955
- Bolbocerosoma confusum Brown, 1928
- Bolbocerosoma elongatum Howden, 1955
- Bolbocerosoma farctum (Fabricius, 1775)
- Bolbocerosoma hamatum Brown, 1929
- Bolbocerosoma lepidissimum Brown, 1928
- Bolbocerosoma mexicanum Howden, 2005
- Bolbocerosoma pusillum Dawson & McColloch, 1924
- Bolbocerosoma quadricornum Robinson, 1941
- Bolbocerosoma ritcheri Howden, 1955
- Bolbocerosoma tumefactum (Palisot de Beauvois, 1805)